# مرد خدا (كبغيان)
مرد خدا (بالفارسية: مردخدا) هي قرية تقع في إيران في قسم كبغيان الريفي. يقدر عدد سكانها بـ 80 نسمة بحسب إحصاء 2016.